# Hale-bas
Pour les articles homonymes, voir Hale.
 (septembre 2015).

Position du hale-bas

Le hale-bas, ou halebas, est un dispositif permettant de maintenir vers le bas un espar (bôme, tangon).

## Hale-bas de bôme
Système de retenue inférieur de la bôme qui la prend dans sa moitié avant environ pour la relier au pied de mât. Généralement composé d'un palan, quelquefois d'un vérin, il a deux fonctions essentielles :
- d'une part, empêcher le relevage de la bôme aux allures portantes et donc ainsi de rabaisser le point de tire (et donc la stabilité du voilier),
- d'autre part, aux allures de près serré, de cintrer la bôme vers le bas et donc d'aplatir ainsi la grand-voile.

Accessoirement, il arrive souvent que l'on déplace le point inférieur du hale-bas vers une position excentrée au niveau du mât, pour obtenir une « retenue de bôme », chargée d'empêcher les empannages intempestifs lorsqu'on navigue vent arrière.
Sur les grosses unités, un hale-bas rigide (d'une conception proche du vérin) permet aussi de se passer de balancine lorsqu'on affale.
Sur certains dériveurs de haute performance (dits skiffs, comme le Laser 4000 ou le Forty-Niner olympique) le hale-bas à palan en dessous de la bôme et travaillant en traction est remplacé par une jambe de force réglable, travaillant en compression, (un pousse-bas) ancré au-dessus de la bôme.
Cette disposition facilite beaucoup les mouvements de l'équipier (un véritable acrobate, sur ces voiliers surtoilés) qui doit pouvoir se ruer au trapèze lors d'un virement de bord rapide imposé par la tactique de régate et, améliore aussi la tenue du mât.
Le hale-bas classique se traduit en anglais par le mot vang (abrégé de boom-vang - hale-bas de bôme) et le pousse-bas (qui est en quelque sorte inversé ) est dès lors désigné par le mot gnav (anagramme inversé du mot vang).

## Hale-bas de tangon
Sur un tangon, le hale-bas permet de contrecarrer la composante verticale de la force du spinnaker, qui tend à l'élever. Le hale-bas de tangon est associé au hale-haut, qui contrecarre le poids du tangon (lors de la mise en place de celui-ci, et pour garder un certain gonflement du spi dans les petits airs).